# Жорж Бернанос
Луѝ Емѝл Клема̀н Жорж Бернано̀с (на френски: Louis Émile Clément Georges Bernanos, [ʒɔʁʒ bɛʁnanɔs]) е френски писател.

## Биография
Роден е на 20 февруари 1888 г. в Париж в семейство на тапицер от испански произход, но израства във Фресен, градче в Артоа, което става сцена на повечето от романите му. Израснал в силно консервативна среда, от ранна възраст се включва в крайнодясната организация „Аксион франсез“, ръководи местния вестник „Авангард дьо Норманди“. Участва в Първата световна война, като е раняван неколкократно. След войната се насочва към литературата и придобива известност още с първия си роман „Под слънцето на сатаната“ („Sous le soleil de Satan“, 1926). През следващите години издава още няколко книги, повлияни от католическите му възгледи и скептицизма му към модернизацията. Между 1938 и 1945 г. живее в Бразилия.
Жорж Бернанос умира от рак на черния дроб на 5 юли 1948 г. в Ньой сюр Сен.

## Творчество
- Sous le soleil de Satan (1926)
- Un crime (1935)
- Journal d'un curé de campagne (1936)
- Nouvelle histoire de Mouchette (1937)
- Monsieur Ouine (1943)
- Un mauvais rêve (1950)
- San Domenico ()
Свети Доминик, изд. „Фонд. Комунитас“ (2015), прев. Тони Николов

### Серия „Тъмнината“ (Les Ténèbres)
1. L'Imposture (1927)
2. La Joie (1929)